# Duarte (province)
Pour les articles homonymes, voir Duarte.
Duarte est l'une des 32 provinces de la République dominicaine. Son chef-lieu est San Francisco de Macorís. Elle est limitée par sept provinces (dans le sens horaire) : Salcedo, Espaillat, María Trinidad Sánchez, Samaná, Monte Plata, Sánchez Ramírez et La Vega, .